# Елец Данилевского
Елец Данилевского (лат. Leuciscus danilewskii) — вид лучепёрых рыб семейства карповых (Cyprinidae). Эндемик бассейна Дона.

## Описание
Наибольшая длина тела 20 см, обычно 10—15 см, масса — до 100 г, обычно 30—50 г. Тело удлинённое, низкое, уплощённое, слабо сжатое с боков. Рот полунижний, почти конечный. Длина рыла больше ширины лба и в среднем составляет 7,6—7,8 % стандартной длины тела. У боковой линии преимущественно 41—45 чешуек.
Спина тёмная, от тёмно-серого или оливково-зелёного до чёрного цвета, бока светло-серые, брюхо светло-серебристое. Спинной и хвостовой плавники серые, грудные, брюшные и анальный бледно-жёлтые, желтовато-оранжевые или желтовато-красные, радужина глаз желтовато-оранжевая.

## Образ жизни
Пресноводная речная стайная придонная рыба, которая живёт в коренном русле, изредка и в дополнительной системе, где предпочитает участки с проточной водой и песчаным, песчано-илистым или глинистым грунтом.
Половой зрелости достигает в возрасте 2—3 лет при длине тела около 9 см. Размножение начинается с конца марта, при прогреве воды свыше 5—6 °С , до конца апреля — начала мая. Плодовитость до 11 тысяч икринок. Икра донная, клейкая, откладывается на быстром течении. Продолжительность жизни — до 8 лет.
Питается преимущественно бентосом — червями, мелкими моллюсками, личинками и куколками насекомых, а также падающими в воду насекомыми, икрой рыб и частично растительностью.
Промышленного значения не имеет. Объект любительского лова.